# Telcon Industries Zorba
Telcon Industries Zorba (Zorba) је био преносиви рачунар фирме Telcon Industries који је почео да се производи у САД од 1983. године.
Користио је Z80-A као микропроцесор. RAM меморија рачунара је имала капацитет од 64 KB. 
Као оперативни систем кориштен је CP/M.

## Детаљни подаци
Детаљнији подаци о рачунару Zorba су дати у табели испод.
|                       |                                                                      |
| [ 1 ]                 |                                                                      |
| Произвођач            |                                                                      |
| Тип                   | преносиви рачунар                                                    |
| Меморија              | 64 KB                                                                |
| Поријекло             | Сједињене Америчке Државе                                            |
| Година                | 1983                                                                 |
| Тастатура             | одвојива, 95 тастера са 19 функцијских тастера и нумеричка тастатура |
| Процесор              |                                                                      |
| Фреквенција процесора | 4                                                                    |
| RAM                   | 64 KB                                                                |
| ROM                   | непознато                                                            |
| Текст                 | 80 знакова x 25 линија                                               |
| Графика               | нема                                                                 |
| Боја                  | једна боја. 7-инчни монитор са зеленим приказом                      |
| Звук                  | мали звучник                                                         |
| Димензије             | 11                                                                   |
| Портови               |                                                                      |
| Оперативни систем     |                                                                      |